# Pihtla (plaats)
Pihtla (Duits: Pichtendahl) is een plaats in de Estlandse gemeente Saaremaa, provincie Saaremaa. De plaats heeft de status van dorp (Estisch: küla) en heeft 129 inwoners (2021).
Tot in oktober 2017 was Pihtla de hoofdplaats van de gelijknamige gemeente. In die maand ging Pihtla op in de fusiegemeente Saaremaa.
Bij Pihtla staat een eik die een beschermd monument is. De dichtstbijzijnde kerk staat in het buurdorp Püha.

## Geschiedenis
Pihtla werd voor het eerst genoemd in 1645 onder de naam Pyhtala Peet, een boerderij. In 1731 werd een landgoed Pichtendahl genoemd. Het landgoed is echter al ouder en vermoedelijk gesticht in 1452. Het heette toen Brakelshof naar de eigenaren, de familie Brackel.
Het landgoed wisselde vaak van eigenaar en behoorde onder andere toe aan de familie von Dellingshausen. In 1919 was de eigenaar een Zwitserse kaasfabrikant, Albert Jakob Schlup (1851–1929). Omdat hij buitenlander was, kon het onafhankelijk geworden Estland het landgoed niet onteigenen.
Het neogotische landhuis is gebouwd op het eind van de 18e eeuw en kreeg zijn definitieve vorm in 1860. Na de Tweede Wereldoorlog was in het gebouw een school gevestigd. Toen die in 1973 haar deuren sloot, bleef het gebouw leegstaan. Sindsdien is het gebouw vervallen tot een ruïne.

## Foto's

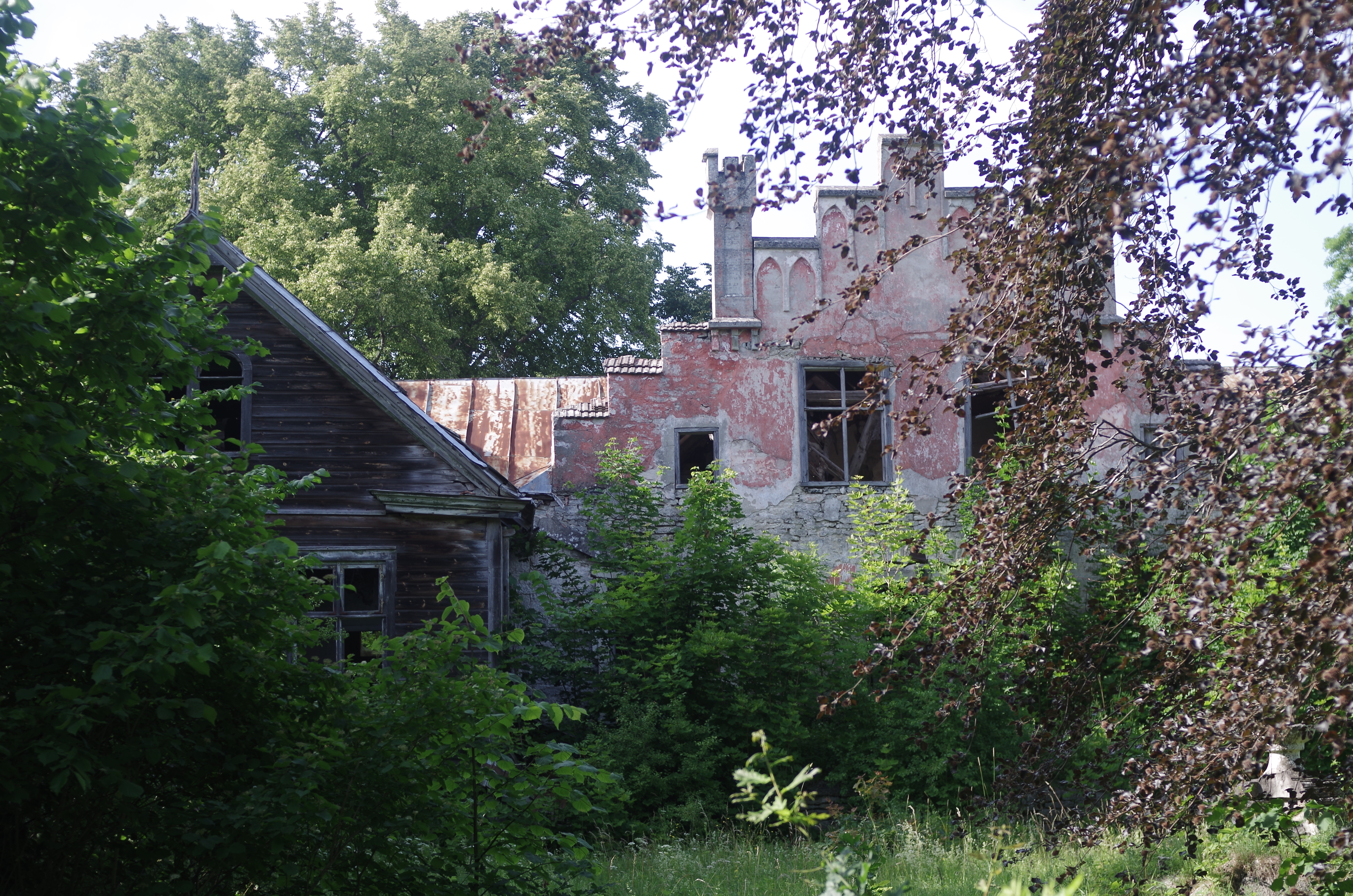
Ruïne van het landhuis
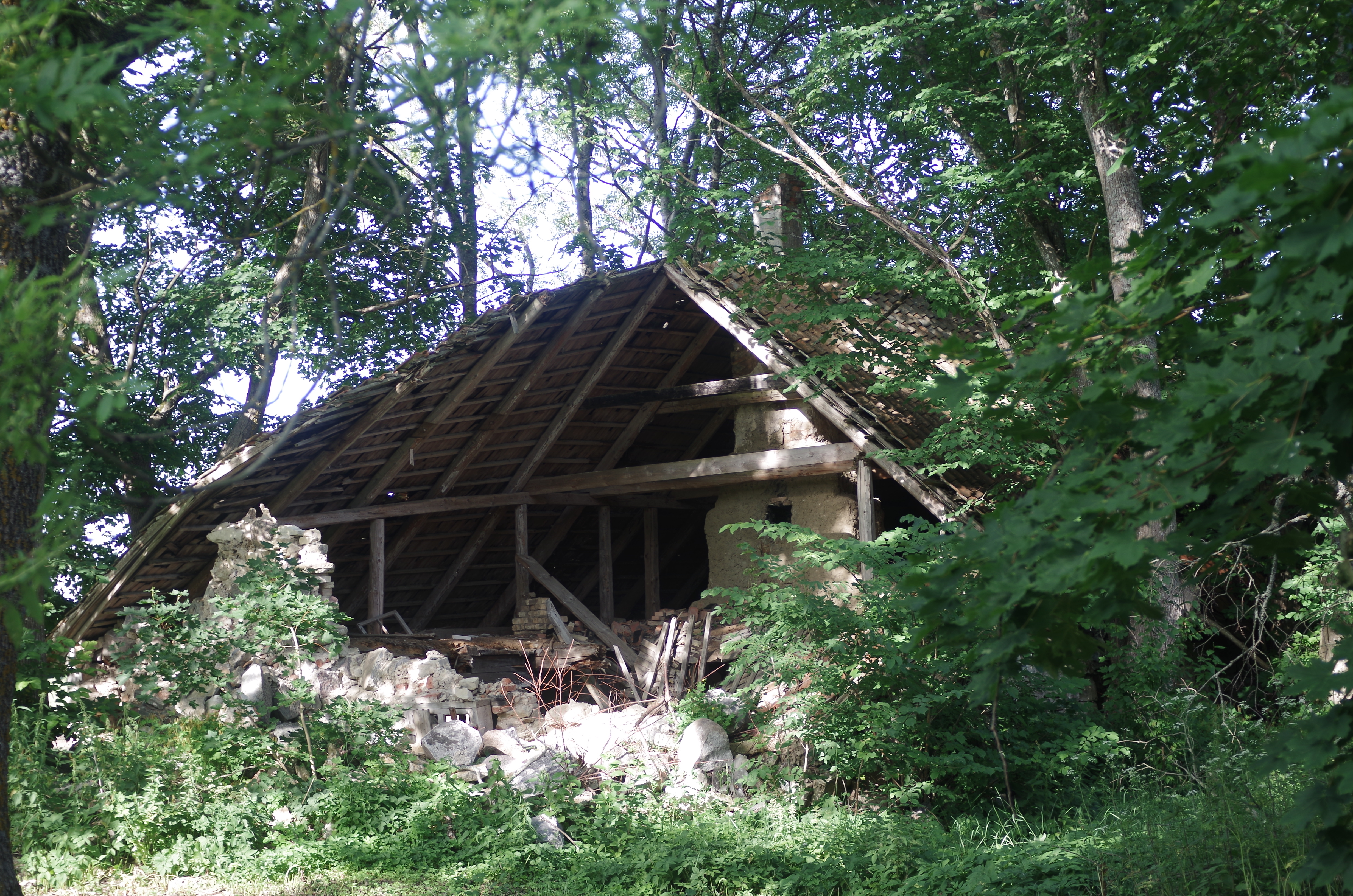
Restant van een bijgebouw
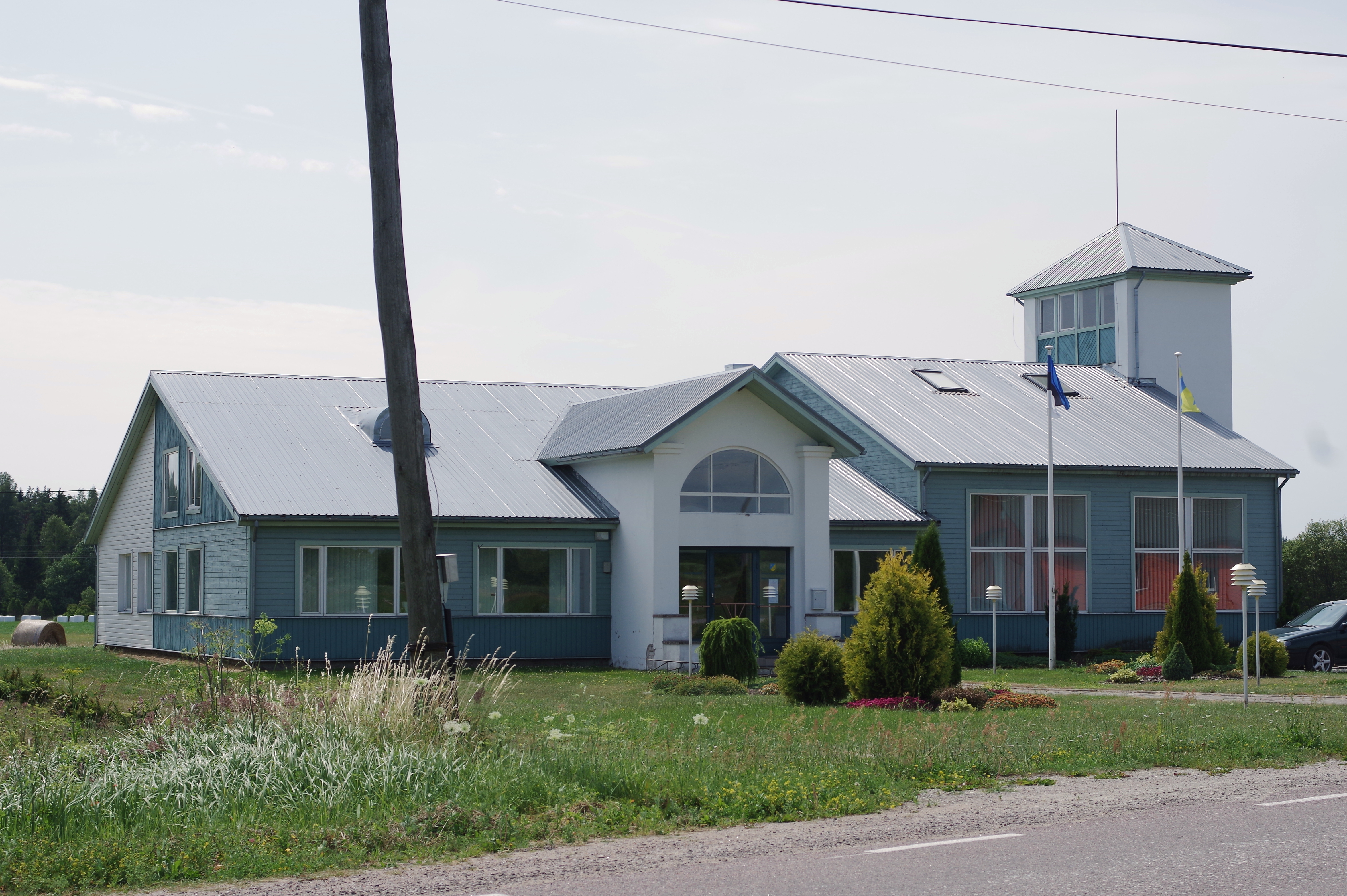
Het voormalige gemeentehuis
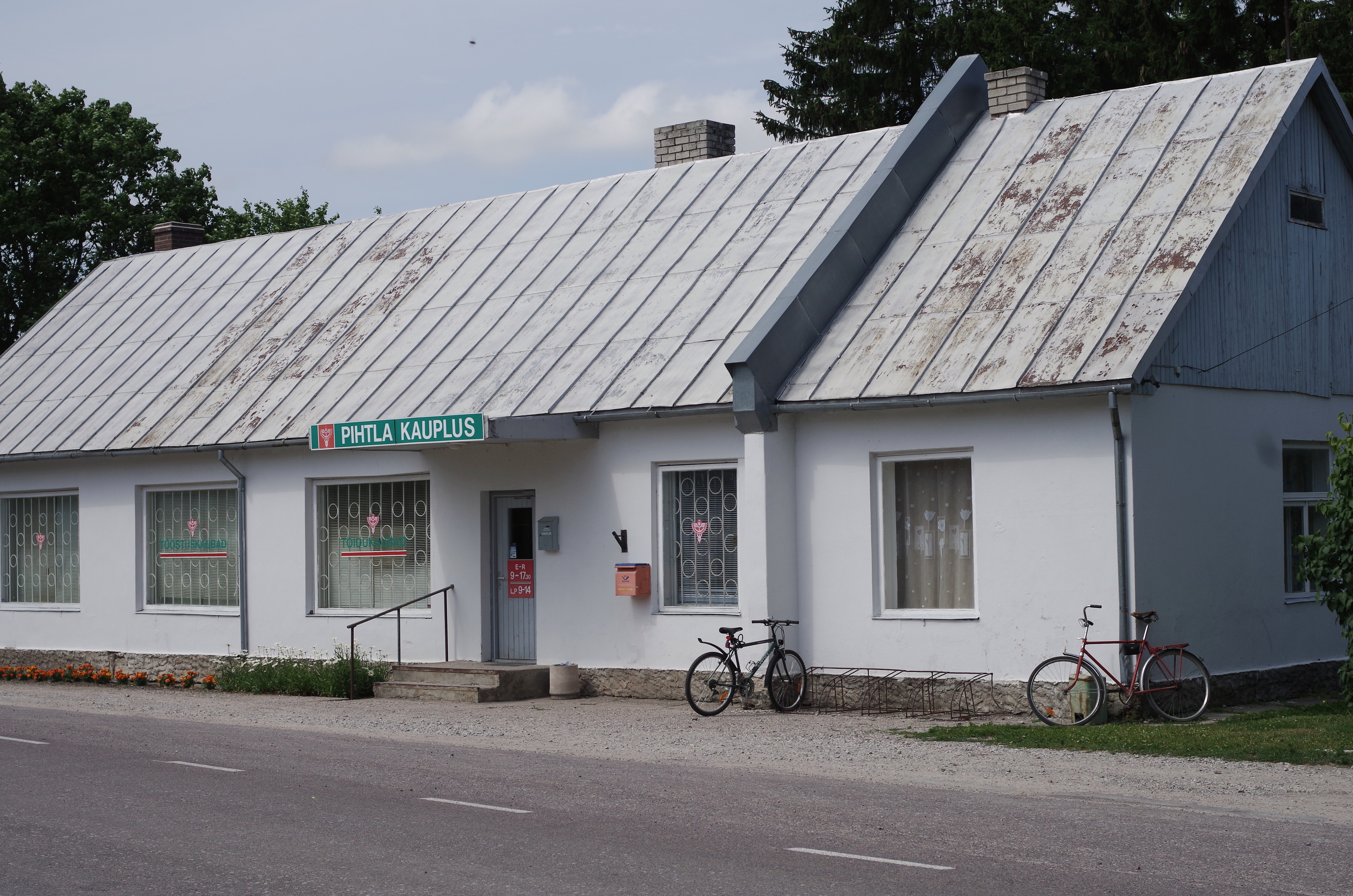
Dorpswinkel
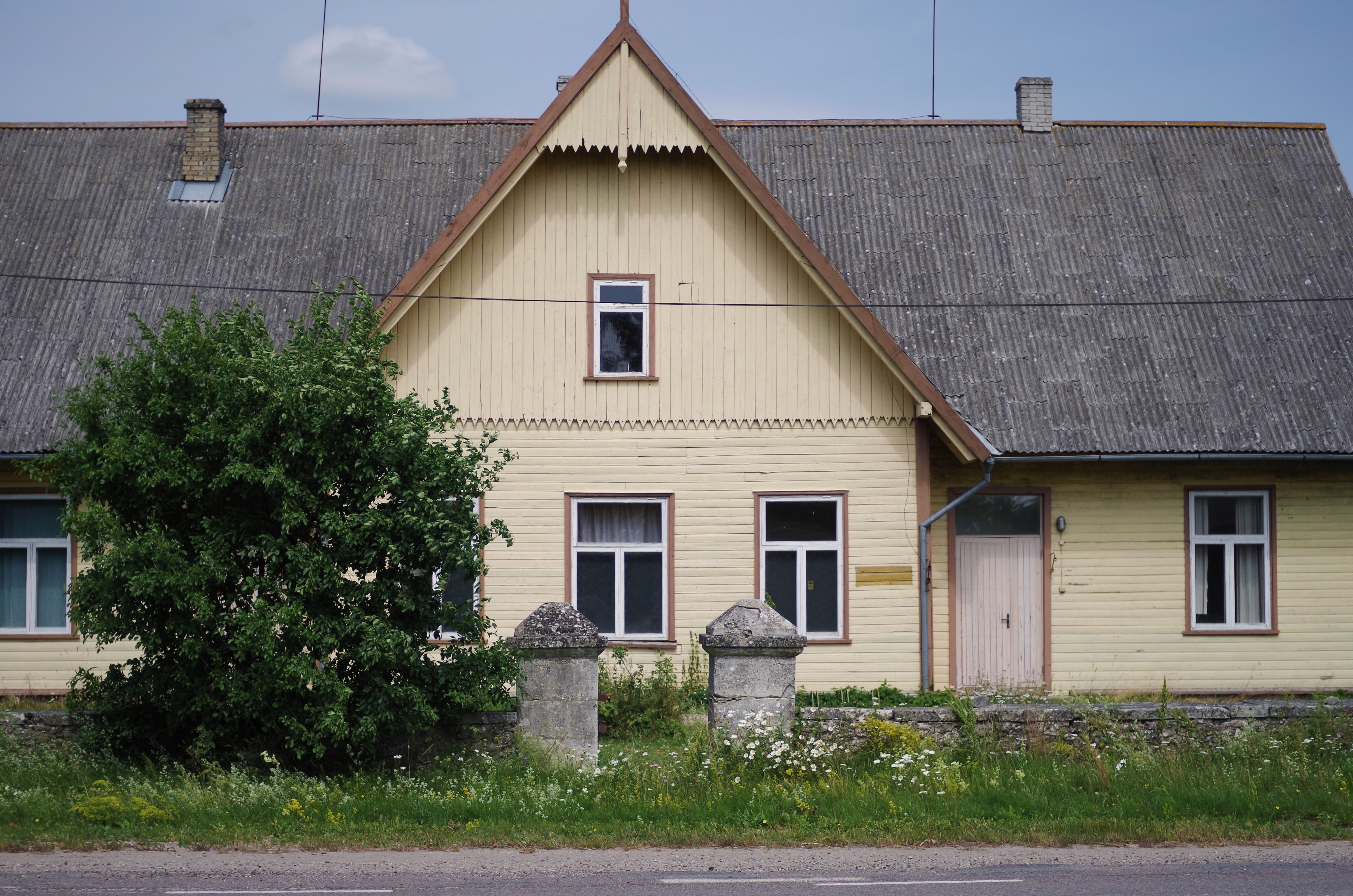
Bibliotheek
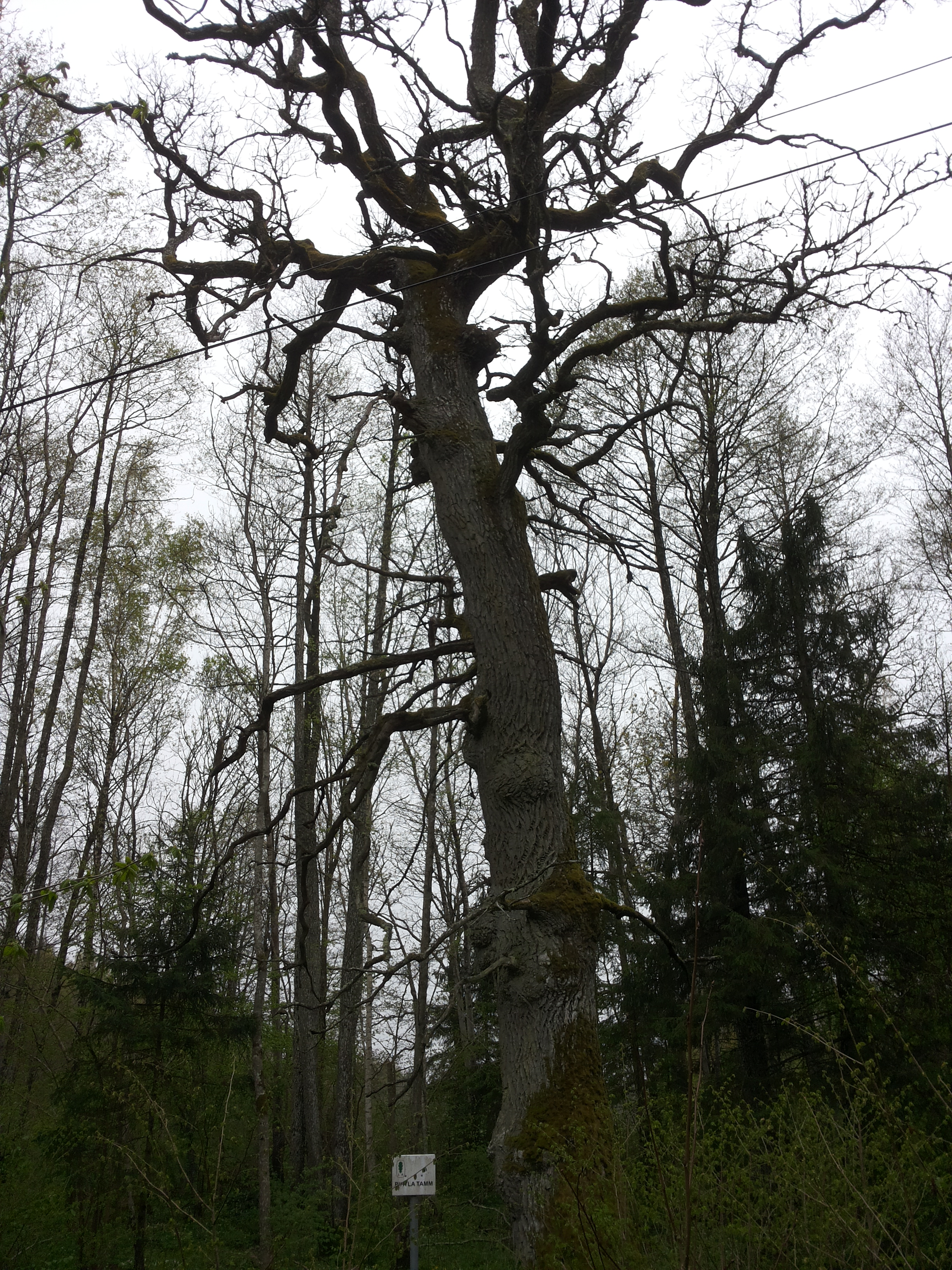
De eik van Pihtla